# Eleni (Lied)
Eleni ist die erfolgreichste Komposition der niederländischen Brüder Cees und Thomas Tol aus Volendam. Ihr Single-Titel Eleni war im Jahr 1990 nicht nur in den Niederlanden, Belgien und Deutschland, sondern auch in vielen anderen Ländern wie den USA in den Charts. Das Lied wurde, neben der Originalversion von Tol & Tol, auch in einer gemeinsamen Gesangsversion mit der griechischen Sängerin Corina Vamvakari und dem griechischen Sänger Demis Roussos aufgenommen.

## Hintergrund
Das Lied basiert auf einer wahren Geschichte aus dem gleichnamigen autobiographischen Buch von Nicholas Gage und erzählt ein Kriegsdrama aus dem griechischen Bürgerkrieg, wo über 28.000 griechische Kinder ihren Eltern von den kommunistischen Partisanen zwangsweise weggenommen und in verschiedene kommunistische Länder „in Sicherheit gebracht“ wurden. Das Buch wurde 1985 unter der Regie von Peter Yates als US-Kriegsdrama unter dem Original-Buchtitel Eleni verfilmt.